# Gouden Hart
Het Gouden Hart (Oekraïens: відзнака Президента України «Золоте серце», vidznaka Prezydenta Oekraïny "Zolote sertse") is een onderscheiding van de president van Oekraïne.
De onderscheiding kan worden toegekend aan burgers van Oekraïne, buitenlanders en staatlozen die een belangrijke bijdrage hebben geleverd aan het verlenen van vrijwilligershulp en de ontwikkeling van vrijwilligerswerk, in het bijzonder in de vorm van maatregelen om de verdediging van Oekraïne te waarborgen, de veiligheid van de bevolking en de belangen van de staat te beschermen in verband met de militaire agressie van de Russische Federatie tegen Oekraïne en het overwinnen van de gevolgen daarvan.

## Belgische dragers
De Oekraïense ereconsul Kris Beckers ontving het Gouden Hart voor een belangrijke persoonlijke bijdrage aan de versterking van de interstatelijke samenwerking, de ondersteuning van de staatssoevereiniteit en territoriale integriteit van Oekraïne en de popularisering van de Oekraïense staat in de wereld (2023).
Orden van Oekraïne

Held van Oekraïne (Gouden Ster · van de Natie)

Vrijheid ·
Vorst Jaroslav de Wijze ·
Verdienste ·
Bohdan Chmelnytsky ·
Helden van de Hemelse Honderd ·
Dapperheid ·
Vorstin Olha ·
Daniel van Galicië ·
Dapper Werk in de Mijnen

Oekraïense presidentiële en militaire onderscheidingen

Kruis voor Militaire Verdienste ·
Ivan Mazepa-Kruis ·
Geëerd Beoefenaar van de Kunsten ·
25 jaar onafhankelijkheid ·
Gouden Hart

Ereteken ·
Medaille voor steun aan de Oekraïense strijdkrachten

Zie ook orden, onderscheidingen en medailles van:

Oekraïne (draagvolgorde) · 
Oekraïense Volksrepubliek (Orde van het IJzeren Kruis) · 
 OekSSR (Rode Vlag van de Arbeid)